# Eurhodophytina
Eurhodophytina, poddivizija crvenih algi s preko 7000 vrsta (7337). Sastoji se od dva razreda

## Opis
Subdivizija Eurhodophytina klasificira se u dva razreda: Bangiophyceae i Florideophyceae. Razred Bangiophyceae ima jedan red Bangiales, koji je podijeljen u dvije porodice: Bangiaceae s tipom roda, Bangia, i jednu vrstu Bangia atropurpurea koja se jedina pojavljuje u slatkim vodama; i Granufilaceae s rodom monospecifičnog tipa, Granufilum rivularis isključivo slatkih voda. Razred Florideophyceae ima nekoliko podrazreda, mađu kojima su: Corallinophycidae, Hildenbrandiophycidae i Rhodymeniophycidae. Corallinophycidae ima samo jednu vrstu u slatkim vodama (Pneophyllum cetinaensis). Hildenbrandiophycidae ima morske i slatkovodne članove, a tri su vrste prepoznate u slatkim vodama (Hildenbrandia angolensis, H. jigongshanensis i H. rivularis). Rhodymeniophycidae ima slatkovodne predstavnike u dva reda: Ceramiales s tri roda: Bostrychia (sedam vrsta), Caloglossa (šest vrsta) i Polysiphonia (jedna vrsta); Gigartinales s jednim rodom Sterrocladia (dvije vrste).

## Razredi
1. Bangiophyceae Wettstein 189 vrsta
2. Florideophyceae Cronquist 7132 vrsta